# Filewile
Filewile ist eine Pop-Band aus Bern in der Schweiz und wurde im Jahre 2003 von Andreas Ryser (* 1972 in Vevey) und Daniel Jakob (* 1972 in Bern) in Jerez gegründet.

## Geschichte
Ihr allererster Auftritt als Strassenmusiker mit zwei PowerBooks und einem batteriebetriebenen Sound-System vor den Toren der Sónar in Barcelona erreichte viel Beachtung in der Presse. In den ersten Jahren veröffentlichten Filewile jeden Monat einen Song gratis auf dem Internet als Download. Sie waren die erste Band weltweit die mit einem Gratisdownload und dem dazugehörigen Videoclip in die Rotation des TV-Senders VIVA Schweiz kamen. Nach diversen Releases und Remixes veröffentlichten Filewile im Jahre 2007 das Album Nassau Massage. Dieses Album fand international viel Beachtung.
Die darauf folgenden Tourneen wurden auf der Bühne durch Joy Frempong (Gesang) und Mago Flück (Bass) ergänzt. Im Quartett tourten Filewile in Europa, Afrika und Südamerika. Das 2009 erschienene Album Blueskywell verhalf Filewile zum internationalen Durchbruch.

## Diskografie

### Studioalben
- 2005: Filewile Remixed Part One
- 2005: Filewile Remixed Part Two
- 2007: Nassau Massage
- 2009: Blueskywell
- 2010: Blueskywell (Frankreich Release)
- 2012: Rewile (Remix-Album)

### EPs
- 2005: Barbarella
- 2005: Filewile Remixed
- 2007: Damn
- 2009: Number One Kid

### Singles
- 2004: Chumpnrun
- 2009: Number One Kid
- 2010: Codeine
- 2010: On the Run
- 2011: You Say I
- 2012: Rewile

### Remixes
- 2004: Lunik, Weather
- 2004: Electric Blanket, Chinese Dragons
- 2005: Pressure Drop, Sunny Days
- 2006: Lunik, Last Night
- 2006: Nicolette, Wholesome
- 2006: Lovebugs, Shakedown
- 2006: Dawn Penn feat. Carlos Leal, You Don’t Love Me (No, No, No)
- 2006: Pureape, Overflow
- 2006: The Ganglords, Bonx It Bon Me
- 2008: The Tape vs RQM, Luvely
- 2009: Copy & Paste, My Boy
- 2009: RQM, Barely Evil
- 2009: Bonaparte, Ego
- 2009: Algorythm & Blues, Cute Ass Algorithm
- 2010: Steff la Cheffe, Im Momänt
- 2010: Joe Galen, Believe the Weatherman
- 2010: Adrian Zaar, Warten
- 2010: King Pepe, Büssi
- 2010: Talen feat. Turbulence, Johnny Blaze
- 2010: Sneaky, Toytown Elegy
- 2010: Rattex, Let’s Move
- 2011: Da Cruz, Papo De
- 2012: Fiji, Funny
- 2012: Xewin feat. Yarah Bravo, Strike a Pose
- 2013: Tim & Puma Mimi, Ohayo Baby
- 2013: Ben Muller feat. Mike Ladd, The Last One To Preach
- 2014: T'Dôz, La Nature
- 2014: Kamikaze, Tomorrow
- 2014: Pablo Nouvelle feat. Tulliae, Poison
- 2015: Bass Sekolah, Lighthouse

### Filmmusik
- 2006 Slumming, Spielfilm von Michael Glawogger
- 2006 Das Fräulein, Spielfilm von Andrea Štaka
- 2007 Die Autonauten, Dokumentarfilm von Christian Jamin
- 2007 Auf der Strecke, Kurzspielfilm von Reto Caffi

### Musikvideos
| Jahr | Titel          | Regisseur       |
| ---- | -------------- | --------------- |
| 2004 | Chumpnrun      | Michael Spahr   |
| 2009 | Number One Kid | Jan Mühlethaler |
| 2009 | On the Run     | Jan Mühlethaler |

### Kunstprojekte
- 2010: I WANT YOU von Johannes Gees, Museumsnacht Bern